# 及川順郎
及川 順郎（おいかわ じゅんろう、1937年4月13日 - 2018年7月22日）は、日本の政治家。山梨県出身。元参議院議員（2期）。二十一世紀ヒューマン協会会長。

## 経歴
1937年4月13日、山梨県に生まれる。
1962年、日本大学理工学部卒業。その後、鳳書院出版業務、聖教新聞記者を務める。
1964年、公明新聞の編集を務める。
1969年12月27日、第32回衆議院議員総選挙に、山梨県全県区から公明党公認候補として立候補し、次点で落選する。以降、衆議院議員総選挙に合わせて4回立候補し、全て落選する。
1983年6月26日、第13回参議院議員通常選挙に立候補し、次点で落選する。
1986年7月6日、衆参同日選挙の第14回参議院議員通常選挙に立候補し、初当選する（以降、連続2期）。
1988年、公明党委員長の矢野絢也の下で、公明党中央執行委員を歴任する。
1994年12月5日、公明党の解散にともない、公明結成に参加する。
1995年7月、参議院議員通常選挙後に、公明代表の藤井富雄の下で、公明政策審議会長に就任する。
1998年1月、浜四津敏子の公明代表就任にともない、公明政策審議会長を退任する（後任には続訓弘が就任）。
1998年7月、第18回参議院議員通常選挙に立候補せず、政界を引退する。
2018年7月22日、成人T細胞白血病のため死去。81歳没。

## 役職歴
- 公明党中央執行委員
- 公明政策審議会長

## 著書
- 『21世紀のキーワード』　富士国際平和研究所、1998年。